# Beyrom (Kreis)
Beyrom (persisch بیرم, DMG Bairam) ist ein Bachsch im Schahrestan Larestan in der Provinz Fars, Iran mit Regierungssitz in der gleichnamigen Stadt. Es liegt etwa 90 Kilometer nordwestlich der Stadt Lar und etwa 120 Kilometer östlich von der Provinzhauptstadt Shiraz. Bei der letzten Volkszählung hatte der Kreis Beyrom 13.732 Einwohner in 4.110 Haushalten.
| Administrative Divisions | 2006   | 2011   | 2016   |
| ------------------------ | ------ | ------ | ------ |
| LK Bala Deh              | 5.213  | 6.402  | 6.162  |
| LK Beyrom                | 656    | 347    | 270    |
| Stadt Beyrom             | 6.520  | 7.379  | 7.300  |
| Gesamt                   | 12.389 | 14.128 | 13.732 |
| LK = Landkreis           |        |        |        |